# Leopoldo Rodríguez Calderón
Leopoldo Rodríguez Calderón (Xalapa, Veracruz, 9 de abril de 1870- Ciudad de México, 1° de julio de 1933) fue un profesor normalista y escritor mexicano, quien trabajó como docente, director e inspector en diversas escuelas de varias poblaciones y ciudades. En sus últimos años se especializó en psiquiatría infantil y educación para “niños anormales”, como se decía en esa época.
Fue hijo de Joaquín Rodríguez Oliva y Apolinar Calderón. Estuvo casado en dos ocasiones:  primero con Octavia Mireles, mediante una boda celebrada el 15 de febrero de 1897, con quien tuvo por hijo a Leopoldo Rodríguez Mireles. Y el segundo matrimonio, después del fallecimiento de Octavia, sucedió el 29 de junio de 1904 con la profesora Luz Aguilar López. Su segunda hija fue María Octavia Rodríguez Aguilar, quien sería madre de Lucila Flamand Rodríguez, investigadora de hemerografía y patrimonio documental.

## Biografía
Leopoldo Rodríguez Calderón ingresó a la Primaria Anexa de la Normal Veracruzana, fundada por Enrique C. Rébsamen, donde posteriormente se formó como normalista, entre 1884 y 1888. 
Aprendió los rudimentos básicos de la enseñanza normalista al colaborar en 18 escuelas en el área, hasta que en 1896 fue contratado como docente en Nadadores y Monclova, Coahuila. También fue maestro en los siguientes lugares: entre 1906 y 1910 en Acayucan, San Andrés Tuxtla y el Puerto de Veracruz, Veracruz; entre 1911 y 1914 en Monterrey, Nuevo León; Ciudad Lerdo y Gómez Palacio, Durango; Torreón, Coahuila; y en 1915, estuvo a cargo de la asignatura “Psicología general” en la Escuela Normal para Varones o de Maestros del Distrito Federal.
Bajo la presidencia de Venustiano Carranza inició un proyecto que lo apasionaría: investigar la educación para “niños anormales” en un viaje que hizo a Nueva York y Laredo en EUA en 1919 y 1920,  y de lo cual resultó la fundación de la Escuela Especial para Niños Anormales del Distrito Federal (20 de agosto de 1920), ubicado en la calle Parque Lira, proyecto del cual fue su director. De allí se desprende la publicación tardía de su obra, dividida en 15 capítulos y 243 páginas: Tratamiento y educación de los niños anormales. Nociones de psiquiatría infantil, Tepic, Nayarit, Imprenta Ruiz, 1927.
También se desempeñó en el cargo de director en la Escuela Primaria Elemental de Ciudad Juárez, Chihuahua (1903); en la Escuela Municipal de Cananea, Sonora (1904-1906); en la Escuela de la Legión de Honor (1915); en la Escuela Normal de Profesores del Distrito Federal (1918); y en la Escuela del Centenario de Dolores Hidalgo, Guanajuato (1923). Además fue Inspector técnico de la 8.ª zona escolar federal de Veracruz (1907),  así como director de Educación Federal en Nayarit (1924, 1926) y en Morelos (1928).
Como escritor colaboró en diversos periódicos: en El Hogar; en 1898, en La Lira Chihuahuense de Chihuahua; en 1903, en  La Escuela Fronteriza y La Prensa de San Antonio Texas. Entre 1906 y 1910 escribió en El Dictamen de Veracruz bajo el pseudónimo de Zenón Torres.  Hay evidencias de que Rodríguez Calderón registró ante el Departamento Universitario y de Bellas Artes su texto titulado Resúmenes de psicología general en 1920.
A partir de 1904 contribuyó textualmente en El Progreso Latino de Cananea, Sonora. Su escrito “Relato verídico de un testigo ocular”, publicado el 28 de agosto y 7 de septiembre de 1906, narra las condiciones de desigualdad salarial de los trabajadores mineros mexicanos en comparación a la de los norteamericanos, así como la huelga y su represión sangrienta e ilegal. Por ello, las autoridades municipales le quitaron su empleo y lo expulsaron de Cananea.
Rodríguez Calderón intentó en dos ocasiones incorporarse a la carrera política: en 1907 fue candidato a diputado por el Distrito 18, Veracruz, al Congreso de la Unión, y en 1924, candidato a primer senador propietario por Nayarit.  En ninguna de ellas fue electo.

## Reconocimientos
Por sus aportaciones el Jardín de Niños de Amatlan, Veracruz, se llama Leopoldo Rodríguez Calderón. 
En 1992 se señaló la existencia de la Escuela de Educación Especial #27 Leopoldo Rodríguez Calderón, ubicada en Xicotencatl 164, col. Jardines de Coyoacán, Ciudad de México, actualmente no hay datos acerca de dicha institución. También hay evidencias documentales de que en 1983 se instaló la primera piedra de una escuela que sería llamada "Leopoldo Rodríguez Calderón”, aunque ahora es la Escuela Primaria “Valentín Zamora Orozco”, ubicada en Eusebio Rosas de la Rosa y Luis Morales, col. Presidentes Ejidales, Coyoacán, Ciudad de México.